# Massimo Biasion
Massimo 'Miki' Biasion (rođen 7. siječnja 1958.) talijanski je reli-vozač i dvostruki svjetski reli prvak.
Poznat široj javnosti postao je ranih 1980ih kada je 1983.g. u automobilu Lancia 037 postao Prvak Italije i Europski prvak u reliju.
U momčadi Lancia postao je Svjetski prvak u reliju 1988. i 1989.
Godine 1995. na kraju sezone povukao se iz Svjetskog prvenstva u reliju.